# NGC 3278
NGC 3278 је спирална галаксија у сазвежђу Шмрк (Пумпа) која се налази на NGC листи објеката дубоког неба.
Деклинација објекта је - 39° 57' 21" а ректасцензија 10h 31m 35,5s. Привидна величина (магнитуда) објекта NGC 3278 износи 12,3 а фотографска магнитуда 13,0. NGC 3278 је још познат и под ознакама ESO 317-43, MCG -7-22-21, IRAS 10293-3941, PGC 31068.